# Вотертаун (Њујорк)
Вотертаун (енгл. Watertown) град је у америчкој савезној држави Њујорк. По попису становништва из 2020. у њему је живело 24.685 становника.

## Демографија
Према попису становништва из 2010. у граду је живело 27.023 становника, што је 318 (1,2%) становника више него 2000. године.
| Група             | 2000.          | 2010.          |
| Белци             | 23.438 (87,8%) | 22.457 (83,1%) |
| Афроамериканци    | 1.321 (4,9%)   | 1.633 (6,0%)   |
| Азијати           | 309 (1,2%)     | 495 (1,8%)     |
| Хиспаноамериканци | 960 (3,6%)     | 1.511 (5,6%)   |
| Укупно            | 26.705         | 27.023         |